# Human Powered Health (Feminino)
A RHuman Powered Health (Código UCI: HPW) é uma equipa ciclista feminino dos Estados Unidos de categoria UCI Women's Team, máxima categoria feminina do ciclismo de estrada a nível mundial.

## Material ciclista
A equipa utiliza bicicletas Diamondback e componentes SRAM

## Classificações UCI
As classificações da equipa e da sua ciclista mais destacada são as seguintes:
| Temporada | Classificação por equipas | Melhor corredor | Posição |
| 2016      | 30º                       | Heather Fischer | 115º    |
| 2017      | 26º                       | Kirsti Lay      | 74º     |

## Palmarés
Para anos anteriores veja-se: Palmarés da Rally Cycling.

### Palmarés de 2019

#### UCI World Tour de de 2019
| Datas | Carreiras | Ganhadora |
|       |           |           |

#### Calendário UCI Feminino de 2019
| Datas     | Carreiras                 | Ganhadora   |
| 2 de maio | 2.ª etapa do Tour de Gila | Heidi Franz |

#### Campeonatos nacionais
| Datas | Carreiras | Ganhadora |
|       |           |           |

## Plantel
Para anos anteriores, veja-se Elencos da Rally Cycling

### Elenco de 2019
| Integrantes da equipe 2019 | Integrantes da equipe 2019 | Integrantes da equipe 2019   | Integrantes da equipe 2019 |
| Ciclista                   | Data de nascimento         | Equipe anterior              |                            |
| -------------------------- | -------------------------- | ---------------------------- | -------------------------- |
| Erica Allar                | 5 novembro 1985            | Colavita–Fine Cooking (2015) |                            |
| Sara Bergen                | 6 dezembro 1988            |                              |                            |
| Allison Beveridge          | 1 junho 1993               |                              |                            |
| Kelly Catlin               | 3 novembro 1995            |                              |                            |
| Kristabel Doebel-Hickok    | 28 abril 1989              | Cylance (2018)               |                            |
| Gillian Ellsay             | 26 março 1997              | Colavita-Bianchi (2017)      |                            |
| Heidi Franz                | 14 janeiro 1995            |                              |                            |
| Megan Heath                | 27 março 1999              |                              |                            |
| Kirsti Lay                 | 7 abril 1988               | SAS-Mazda-Macogep (2015)     |                            |
| Katherine Maine            | 22 novembro 1997           |                              |                            |
| Abigail Mickey             | 3 julho 1990               | Colavita-Bianchi (2017)      |                            |
| Summer Moak                | 3 junho 1999               |                              |                            |
| Sara Poidevin              | 7 maio 1996                |                              |                            |
| Emma White                 | 23 agosto 1997             |                              |                            |
| Megan Jastrab              | 29 janeiro 2002            |                              |                            |
|                            |                            |                              |                            |
| Fonte: UCI                 |                            |                              |                            |